# Dušan Jovanović
Pour les articles homonymes, voir Jovanović.
Dušan Jovanović, né le 1er octobre 1939 à Belgrade (Yougoslavie) et mort le 31 décembre 2020 à Ljubljana (Slovénie), est un auteur dramatique yougoslave puis slovène. 
Ancien directeur du Théâtre de la jeunesse de Ljubljana, il est également metteur en scène, journaliste et professeur de théâtre. La Libération de Skopje, qui l’a fait connaître dans le monde entier, a été lue en 2001 au Théâtre Ouvert à Paris.

## Œuvres traduites en français
- La Libération de Skopje (1977), traduit du slovène par l’auteur et Mireille Robin, l'Espace d'un instant, Paris, 2003  (ISBN 2-915037-02-7)